# پاری–تور
تور دوچرخه‌سواری پاریس–تور یک مسابقهٔ دوچرخه‌سواری کلاسیک یک‌روزه است که در ماه اکتبر هر سال در فرانسه برگزار می‌شود. این مسابقه از نزدیکی پاریس آغاز می‌شود و در شهر تور به پایان می‌رسد. بیشتر مسیر مسابقه، مسطح است و مرتفع‌ترین نقطهٔ آن ۲۰۰ متر بالاتر از سطح دریا قرار دارد. از این رو، مسابقه برای رکابزنان سرعتی مناسب است. در گذشته، مسابقه در خیابان گرامون به طول ۲۷۰۰ متر به پایان می‌رسید که یکی از بهترین خط پایان‌های دوچرخه‌سواری بود. از سال ۲۰۱۱ با ساخته شدن تراموا در این خیابان، خط پایان به نقطهٔ دیگری منتقل شده‌است.

## تاریخچه
نخستین دورهٔ پاریس–تور در سال ۱۸۹۶ برای آماتورها برگزار شد؛ بنابراین یکی از کهن‌ترین مسابقات دوچرخه‌سواری دنیا است. دومین دورهٔ آن، ۵ سال بعد برگزار شد و پنج سال پس از آن، در سال ۱۹۰۶ به مسابقه‌ای سالانه برای رکابزنان حرفه‌ای تبدیل شد.

## مسیر
مسیر مسابقهٔ پاریس–تور بارها تغییر کرده‌است؛ ولی مسافت آن در حدود ۲۵۰ کیلومتر باقی مانده‌است. مسابقه در سال‌های نخست به ورسای منتقل شد و اکنون در دپارتمان اور-ا-لوآر آغاز می‌شود. در سال‌های ۱۹۱۹ تا ۱۹۲۶ یک مسیر حلقه‌ای تپه‌ای در کنار رود لوآر افزوده شد و مسافت مسابقه را به ۳۴۲ کیلومتر رساند. با این وجود، همچنان رکابزنان سرعتی حاکم بر مسابقه بودند. در سال ۱۹۵۹ برگزارکنندگان مسابقه سه سربالایی به مسیر افزودند؛ ولی تفاوت چندانی به وجود نیامد.
در سال‌های ۱۹۷۴ تا ۱۹۸۷ مسیر مسابقه معکوس شد و تغییرات اساسی در آن پدید آمد. گاهی این مسابقه با نام جایزه بزرگ پاییز شناخته می‌شد. تغییر پیاپی خط شروع و پایان باعث شد که مسابقه اهمیت خود را از دست دهد. بنابراین در سال ۱۹۸۸ مسابقه به مسیر اصلی خود بازگردانده‌شد.
باد می‌تواند اثر زیادی بر مسابقه گذارد. میانگین سرعت برندهٔ ۱۹۸۸، ۳۴ کیلومتر بر ساعت بود. از سوی دیگر، هنگامی که باد موافق باشد، به یکی از سریع‌ترین کلاسیک‌ها تبدیل می‌شود. اسکار فریره در سال ۲۰۱۰ مسیر مسابقه را با میانگین سرعت ۴۷٫۷ کیلومتر بر ساعت طی کرد و برندهٔ جایزه بیشترین سرعت در مسابقات کلاسیک شد.